# Lhuntse
Lhuntse (dzongkha: ལྷུན་རྩེ་རྫོང་ཁག་; Wylie: Lhun-rtse rdzong-khag) är ett av Bhutans tjugo distrikt (dzongkha). Huvudstaden är Lhuntse.
Distriktet har cirka 15 395 invånare på en yta av 3 022 km².

## Administrativ indelning
Distriktet är indelat i åtta gewog:
- Gangzur Gewog
- Jaray Gewog
- Khoma Gewog
- Kurtoe Gewog
- Menbi Gewog
- Metsho Gewog
- Minjay Gewog
- Tsenkhar Gewog